# Bailey's Crossroads (Virginie)
Bailey's Crossroads est une census-designated place située dans le comté de Fairfax, dans l’État de Virginie, aux États-Unis. Lors du recensement de 2020, elle comptait 24 749 habitants.